# Wawatsinia
Wawatsinia (gr. Βαβατσινιά) – wieś w Republice Cypryjskiej, w dystrykcie Larnaka. W 2011 roku liczyła 81 mieszkańców.